# Nothronychus
Nothronychus és un gènere de dinosaure classificat dins el grup dels terizinosaures, uns herbívors teròpodes estranys amb becs sense dents, una pelvis similar a la dels ocells i amb peus amb quatre dits, tots ells dirigits cap endavant. L'espècie tipus d'aquest dinosaure, N. mckinleyi, va ser descrita per James Kirkland i Douglas G. Wolfe l'any 2001 a prop del límit de Nou Mèxic amb Arizona, en una àrea coneguda com a conca del riu Zuñi. Va ser recuperat de roques assignades a la formació Moreno Hill, que daten del Cretaci superior (estatge faunístic del Turonià mitjà), fa uns 91 milions d'anys. Un segon espècimen, descrit l'any 2009 com a segona espècie, N. graffami, va ser trobat a la formació Tropic Shale de Utah, que data del Turonià inferior, entre 1 milió i mig milió d'anys anterior a N. mckineleyi.